# Macrocarpaea glabra
Macrocarpaea glabra là một loài thực vật có hoa trong họ Long đởm. Loài này được (L. f.) Gilg mô tả khoa học đầu tiên năm 1895.